# Імпічмент Пак Кин Хє

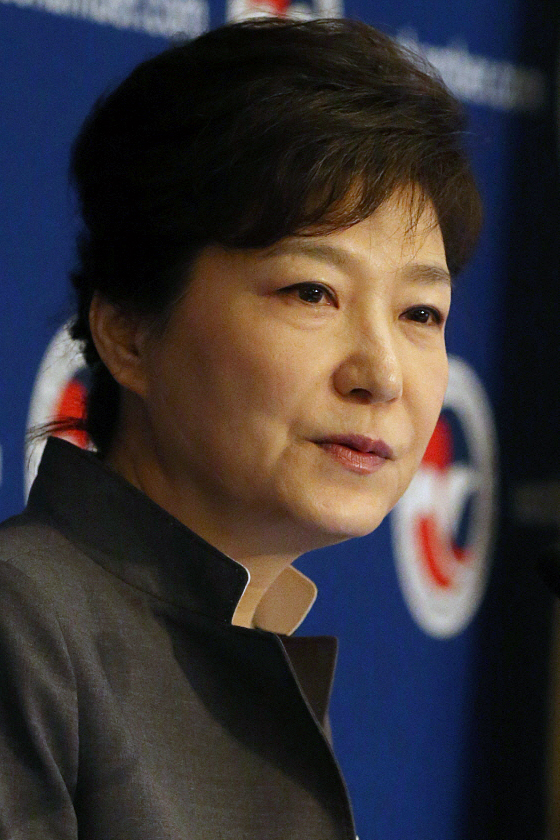
Президент Пак Кин Хе, 2013.

Імпічмент президента Пак Кин Хе став кульмінацією південнокорейського політичного скандалу, пов'язаного з звинуваченнями президента та її найближчого оточення в корупції і розголошенні секретних документів. В ході голосування, що відбулося 9 грудня 2016, 234 з трьохсот депутатів Парламенту республіки Корея проголосували за імпічмент президента і призупинили її повноваження.. Обов'язки президента виконує голова уряду Хван Гьоан.

## Імпічмент президента в Південній Кореї

### Процедура
Згідно п.1 статті 65 глави 3 Конституції Республіки Корея, Національні Збори вправі оголосити імпічмент будь-якого державного чиновника, включаючи президента, прем'єр-міністра і членів колегії Конституційного суду, якщо ті порушили Конституцію чи інші закони країни при виконанні своїх посадових обов'язків. Згідно з другим пунктом тієї ж статті, питання про імпічмент президента повинен бути виставлений на голосування від імені простої більшості депутатів парламенту, а для його прийняття повинен отримати підтримку кваліфікованої більшості — двох третин парламентаріїв.
Відповідно до статті 111 глави 6 південнокорейської Конституції, остаточне рішення з цього питання знаходиться в юрисдикції колегії Конституційного суду, причому, згідно п. 1, статті 113 тієї ж глави, потрібно шість з дев'яти голосів членів колегії, для прийняття рішення. У суду є 180 днів, щоб вислухати звинувачення парламенту і позицію захисту глави держави та визначити, чи доведені пред'явлені президенту обвинувачення і чи достатньо вони серйозні для імпічменту. Згідно п. 3 статті 65 Конституції, посадова особа, щодо якої розпочато процедуру імпічменту, негайно усувається від виконання своїх обов'язків, аж до закінчення процедури.

### Історія
Хоча кожне президентство, з часів становлення південнокорейської демократії, так чи інакше закінчувалося скандалом, нинішні події є лише другим випадком імпічменту президента в історії країни. Минулого разу, імпічмент був ініційований в 2004-у, коли парламентська опозиція, 12.03.2003, на два місяці припинила повноваження тодішнього глави держави, Но Му Хьона, звинувативши президента і його оточення в корупції, — зокрема, в отриманні таємної фінансової допомоги на виборчу кампанію, та публічній, всупереч закріпленому в законах положенню про позапартійний статусі президента, підтримці партії Урідан — за що президент отримав попередження від Національної виборчої комісії. Однак, [[15 квітня [[|]]]] опозиція програла парламентські вибори, поступившись більшою половиною місць у Національних Зборах прихильникам президента. А вже через місяць, [[14 травня [[|]]]], Конституційний суд скасував рішення попереднього скликання парламенту і відновив президента на посаді, вставши на сторону виборців, 70 % яких, згідно з опитуваннями громадської думки, не підтримали імпічмент.

### Передумови імпічменту

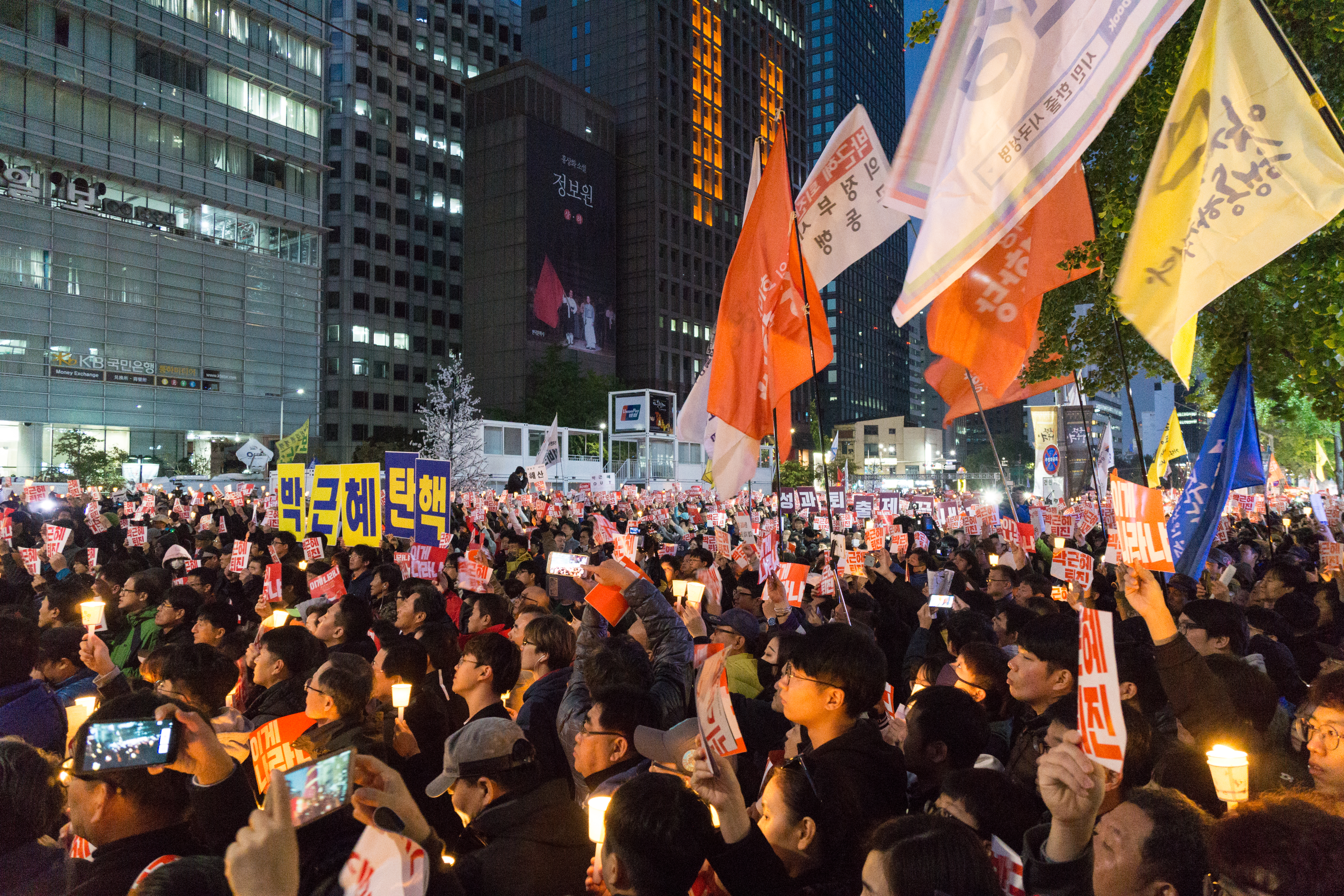
Демонстрація з вимогами відставки президента Пак Кин Хе, в Сеулі, 29 Жовтня 2016

Скандал спалахнув наприкінці жовтня 2016-го, коли журналісти телеканалу JTBC отримали в своє розпорядження планшет з більш ніж двомастами секретними документами за 2012-2014 роки, включно з текстами промов президента Пак Кин Хе, та документами, що стосуються національної безпеки та оборони, який, як з'ясувалося пізніше, належав її подрузі Чхве Сун Сіль, що не займала ніяких державних посад. Крім проблем секретності, питання у південнокорейських ЗМІ викликав той факт, що документи біли піддані серйозним правкам. Пак Кин Хе, яка з вересня знаходиться в Німеччині та Чхве Сун Сіль спочатку заперечували всі звинувачення: остання заявила журналістам, що взагалі не вміє користуватися планшетом, а офіційний представник Синього Дому — адміністрації південнокорейського президента — назвав заяви преси безпідставними чутками. Пізніше, Пак Кин Хе визнала, що часто радилася з подругою в перші два роки свого правління, однак не бачить в цьому нічого протизаконного, а її адміністрація підтвердила факти редагування президентських промов.
Однак, екс-співробітники уряду і адміністрації президента наполягали, що Чхве Сун Сіль продовжувала втручатися в державну політику і після 2014-го, а один з колишніх працівників її фонду і зовсім заявив, що вона не редагувала, а писала президентські промови, а також давала Пак Кин Хе вказівки з кадрових питань, втручаючись в роботу Державної Ради, та, фактично, керувала країною з-за спини глави держави.
Ці звинувачення не обмежилися внутрішніми справами Південної Кореї: в списку документів, які, імовірно — за твердженням одного з колишніх чиновників, пройшли через руки Чхве Сун Сіль, згадується Дрезденська декларація — промова Пак Кин Хе, щодо кроків, необхідних для мирного об'єднання Корейського півострова, прочитана нею 28 березня 2014, після церемонії отримання почесної ступеня доктора права Дрезденського технічного університету. 31 березня 2014 Міністр об'єднання Кореї в 2004 — 2005 рік Чон Донйон заявив, що вважає саме Чхве Сун Сіль ініціатором посилення зовнішньої політики щодо КНДР, зокрема — припинення співпраці з Кесонським технопарком. Він підкреслив, що ще на початку лютого 2016-го керівництво Південної Кореї заперечувало будь-який зв'язок технопарку з ядерною програмою Півночі, наполягаючи на продовженні його роботи, а вже 10 лютого 2016 раптом змінило свою позицію. Більш того, Пак Кин Хе різко змінила риторику щодо КНДР, а 1 жовтня відкрито закликала північнокорейців, військовослужбовців і мирних жителів, бігти на Південь.